# Catastrophe de Monongah

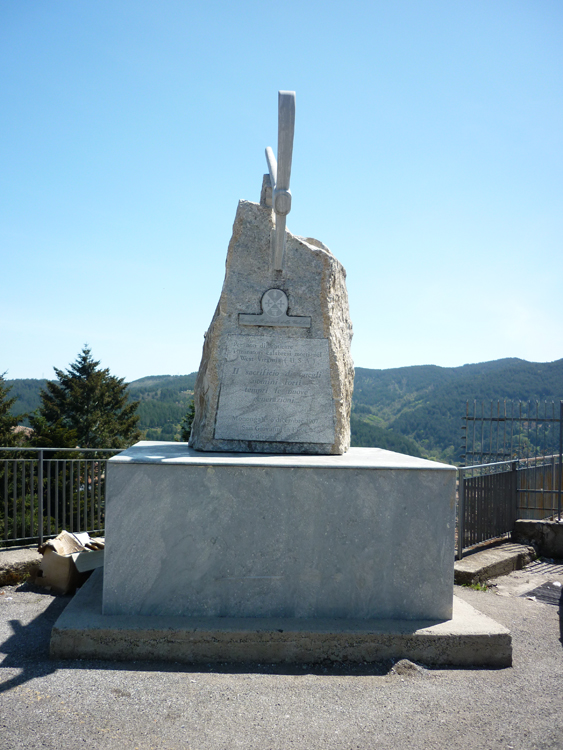
San Giovanni in Fiore - Monument commémoratif de la catastrophe minière de Monongah.

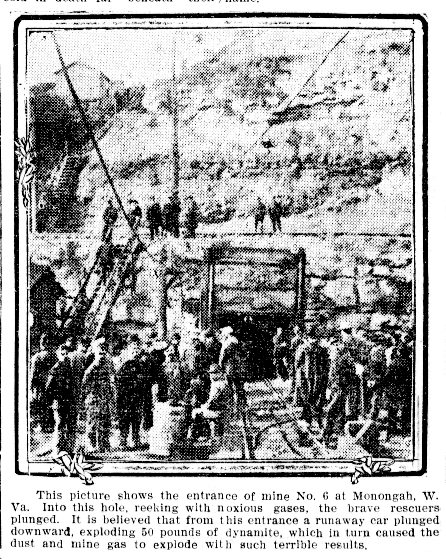
Secouristes entrant dans la mine numéro 6, photo d'un journal de l'époque.

La catastrophe minière de Monongah s'est déroulée à Monongah, dans le Comté de Marion en Virginie-Occidentale le 6 décembre 1907 et a été décrite comme « la pire catastrophe minière de l'histoire des États-Unis ». Une explosion, vraisemblablement causée par l'inflammation de méthane ou grisou dans les fosses 6 et 8, fut suivie d'un coup de poussier, provoquant l'inflammation des poussières de charbon et la mort de centaines de mineurs.
Les sauveteurs, ne disposant pas d'appareils respiratoires, ne pouvaient alors pas travailler plus de 15 minutes dans la fosse. Certains d'entre eux périrent également des suffocations provoquées par les émanations du méthane.
Officiellement, l'explosion souterraine a provoqué la mort de 362 mineurs, enfants inclus. Elle a laissé 250 veuves et plus de 1 000 orphelins sans pères. En octobre 1964, le révérend Everett Francis Briggs (en) déclara qu'une « estimation plus exacte du nombre de victimes de la catastrophe de Monongah serait au-delà des 500 morts. » Cette estimation est confirmée par les recherches de Davitt McAteer, Sous-Secrétaire de l'Administration Américaine à la Sécurité des Mines (Mine Safety and Health Administration (en)) du Département du Travail des États-Unis pendant la Présidence de Bill Clinton.
Le nombre officiel de morts s'élevait à 362, dont 171 migrants italiens. D'autres personnes tuées dans la catastrophe comprenaient des Russes, des Grecs et des travailleurs immigrés d'Autriche-Hongrie. 
Le 1er mai 2009, le Président de la République italienne, Giorgio Napolitano, a décoré à titre posthume les victimes de la catastrophe de l'Ordre du Mérite du travail.